# ヒッタイト語
ヒッタイト語（）は、インド・ヨーロッパ語族（印欧語族）アナトリア語派に属する言語。
アナトリア半島中央部のハットゥシャ（現在のトルコ北部ボアズキョイ）を中心とするヒッタイト帝国で用いられた。インド・ヨーロッパ語族の言語のうちもっとも古い文献の残る言語である。
粘土板に楔形文字によって記された紀元前16世紀から紀元前13世紀頃までの文書が遺っており、第一次世界大戦中に解読された。
ヒッタイト語は他の印欧語と異なる点が多く、早い時期に印欧語から分離したと推測されてきた。印欧語族の「姉妹言語」と考える研究者もいる。

## 名称
中央アナトリアには非インド・ヨーロッパ語族の言語であるハッティ語を話す先住民のハッティ人が住んでいたが、おそらく紀元前3千年紀ごろヒッタイト人の祖先がやってきて、先住民の名を自称した。ハットゥシャやハットゥシリ1世、ヒッタイト、ヒッタイト語などの名もここに由来する。
ヒッタイト語の文書では、自身の言葉をnesili （またはnasili 、「ネサの言葉で」の意）と書いている。また、Kanisumnili 「カネシュの言葉で」と記された場合もある。カネシュ（ネサ）は今のキュルテペのことである。キュルテペからはヒッタイト王国の起源の上で重要なアニッタ王宮の名前を記した青銅の槍先が発見されている。

## 発見と解読
19世紀末にフリンダーズ・ピートリーがエジプトのアマルナを発掘し、多数の粘土板を発見したが、その中に、アッカド語と同じ文字を使ってはいるが未知の言語で書かれたものがあり、アルザワ書簡と呼ばれた。ノルウェーのヨルゲン・クヌートソンが研究し、アルザワ書簡の言語がインド・ヨーロッパ語族の特徴を持つことを1902年に発表したが、当時は受け入れられなかった。
1906年にフーゴー・ウィンクラーを隊長とするドイツの調査隊がボアズキョイを発掘して多数の粘土板を得た。そのうちにアルザワ書簡と同じ言語で書かれたものも含まれていた。アッカド語で書かれた粘土板から、ここがヒッタイトの首都であるハットゥシャであることが判明した。ヴィンクラーの没後、1915年にチェコのベドジフ・フロズニーが、この言語がインド・ヨーロッパ語族に属すると結論づけた。その後は主にドイツの学者によって研究が行われ、ヒッタイト語は正確に理解できるようになっていった。

## 時代区分
ヒッタイト語資料の年代確定には難しい問題があるが、一般に古ヒッタイト語（紀元前1570-1450年ごろ）、中期ヒッタイト語（1450-1380年ごろ）、新ヒッタイト語（1380-1220年ごろ）の3期に分けられる。

## 文字
ヒッタイト語は紀元前16世紀から紀元前13世紀の、楔形文字（ヒッタイト語楔形文字）で記された粘土板文書によって記録されている。ハットゥシャから出土した文書が大半を占めるが、ほかにマシャト・ヒョユクやウガリットからも多数の粘土板が発見されている。それ以前からヒッタイト語がアナトリア半島で話されていたことは、キュルテペで発見された紀元前19世紀のアッカド語文書の中にヒッタイト語からの借用語が見えることからわかる。
ヒッタイト楔形文字はアッカド語の楔形文字を借りたものだが、その読みにはさまざまな問題があり、ヒッタイト語の音韻体系を知ることを困難にしている。楔形文字の正書法は表語文字と音節文字の組み合わせだが、つねに表語文字でしか書かれない単語は、意味はわかるものの、どう発音するのかわからない。音節文字はV,CV,VC,CVCがあるが、セム語になくてヒッタイト語にある3つ以上の子音結合をうまく表すことができず、余計な母音を加えることによって表現している。
アッカド語にある無声と有声の区別は、なぜかヒッタイト語の正書法では無視されているため、無声なのか有声なのかわからないことが多い。母音間の子音は VC-CV と書かれたときに無声音、V-CV と書かれたときに有声音という、いわゆるスターティヴァントの法則があるようだが、この書きわけができる場所は限られている。実際には無声と有声の対立ではなく、はり（長い閉鎖）・ゆるみ（短い閉鎖）の対立かもしれない。

## 音声
ヒッタイト語には4つの母音（a e i u）が存在する。母音には長短の区別が存在する。ただし楔形文字の制約により、e と i の区別がつかない場合が非常に多い。
半母音には y w がある。
子音には以下のものがある。喉音（下節を参照）ḫ ǵ がどのような音かは正確にはわからない。
|        | 両唇音 | 歯茎音 | 軟口蓋音 | 円唇化軟口蓋音 | 喉音 |
| ------ | ------ | ------ | -------- | -------------- | ---- |
| 破裂音 | p b    | t d    | k g      | kʷ gʷ          |      |
| 破擦音 |        | z [ts] |          |                |      |
| 摩擦音 |        | s      |          |                | ḫ ǵ  |
| 鼻音   | m      | n      |          |                |      |
| 流音   |        | l r    |          |                |      |

強勢のある音節では開音節の短母音が長音化し（閉音節でも起きることがある）、強勢のない音節では長母音が短くなる。

### ケントゥムとサテム
ヒッタイト語はインド・ヨーロッパ祖語の硬口蓋音 *k̑ *g̑ *g̑ʰと軟口蓋音 *k *g *gʰがともに k g に変化しており、これはケントゥム語の特徴である。ところが、おなじアナトリア語派のルウィ語では硬口蓋音が z /ts/ に、さらにリュキア語では s に変化しており、サテム語的な特徴を示す。

### 喉音
ヒッタイト語にはインド・ヨーロッパ語の喉音のうち、h₂とh₃が部分的に残っている。これらの音は1879年、他の印欧語の母音音価にもとづいてフェルディナン・ド・ソシュールが予想したものだが、他の知られている印欧語には単独の音素として残っていない。ヒッタイト語はこの点では非常に古風である。

## 形態論
ヒッタイト語はほかの古いインド・ヨーロッパ語族の言語と同様に屈折語である。
古ヒッタイト語の名詞には生物と無生物の2性がある（しばしば通性と中性と呼ばれる）。男性と女性の区別は最初からなかったのではなく、古くはあったのだが、音韻変化の結果消滅したと考えられている。数は単数と複数がある。双数があるという説もあるが疑わしい。格は単数の場合、主格、呼格、対格、属格、与格＝処格、向格、奪格、具格の最大8種類があるが、複数では主格と呼格、与格＝処格と向格が合流する。新ヒッタイト語では格が単純化し、単数で5種類、複数で3種類しか区別しない。なお、能格を第9の格とする考え方もある。形容詞・分詞・代名詞は名詞と性・数・格を一致させる。比較級・最上級は存在しないが、ヴェーダ語やホメロスにも同様の原級を使った比較級・最上級の代用表現がまれに見られる。
代名詞の変化はきわめて不規則である。人称代名詞には強形と弱形（接語形）があり、三人称には弱形のみが存在する。また、名詞に後続して所有者を表す接語形の人称代名詞も存在する。
数詞は表音文字で書かれることが少ないためによくわからない。音がわかっているのは1から4までに限られる。
動詞は人称と数、態（能動態と中動＝受動態）、時制（現在と過去のみ）、法（直説法と命令法）で変化する。接続法や希求法は存在せず、希望などは接続助辞 mān/man を使って表現する。古代ギリシア語に見られるアオリストや完了も存在しない。唯一の分詞として過去分詞がある。「持つ」や「ある」を意味する動詞と分詞を組み合わせた迂言法があり、形の上では英語などの完了形に似ているが、完了とは意味が異なり、動作によって得られた状態を意味する。
動詞の活用は、能動態一人称単数形の形によってmi活用とḫi活用の2種類に分かれる。後者は形の上では他の語派の完了語尾に基本的に一致するが、その由来に関しては議論が分かれる。

## 統語論
もっとも普通の語順はSOV型であるが、動詞を強調するために前に出すことができる。
文の最初に来る要素（文を結ぶ接続詞などを含む）の後ろに、1つから6つまでの接語を加えることができる。したがって接語は文の2番目に置かれる（ヴァッカーナーゲルの法則）。接語には「そして、しかし」などの接続的な意味、「という」などの引用、代名詞の接語形、アスペクトを表すものなど、さまざまなものがある。接語の多用はヒッタイト語を含むアナトリア語派の特徴である。
ヒッタイト語は分裂能格言語であり、無生物（中性）名詞が他動詞の主語になる場合には能格形を取る。

## 語彙
ヒッタイト語はインド・ヨーロッパ語族本来の語彙をかなり失っていて、語彙の約8割が借用語であるという。親族名称は atta-（父）、anna-（母）、huhha-（祖父）、hanna-（祖母）、hašša-（孫）のように、ほとんどが幼児語(Lallwort)的な特徴を持つ語に置き換えられている。
ヒッタイト語の中にはハッティ語、フルリ語、アッカド語からの借用が頻繁にみられるが、かつて言われたようなハッティ語が基層をなすという説は誇張に過ぎ、現在は認められていない。インド・ヨーロッパ語族本来の語彙が少ないように見えるのは、現存する文書が祭儀に関するものだからで、基礎語彙に限れば少なくとも75%の語彙はインド・ヨーロッパ語に起源を持つ。

## 歴史（仮説）

### アナトリア語派の分化
一部の比較言語学者は、アナトリア語派が他の印欧語各語派祖語よりも早い時期に原印欧語から分かれたと考えている。スターティヴァントらは、「インド・ヒッタイト祖語」を想定して、そこからインド・ヨーロッパ祖語とアナトリア祖語の2つが形成されたと考えたが、この説は一般には認められていない。
2003年にニュージーランド・オークランド大学のラッセル・グレー博士らが、分子進化学の方法（DNA配列の類似度から生物種が枝分かれしてきた道筋を明らかにする系統分析）を応用して印欧語族の87言語を対象に2449の基本語を調べ、言語間の近縁関係を数値化しコンピュータ処理して言語の系統樹を作った。その結果紀元前6700年ごろヒッタイト語と分かれた言語がインド・ヨーロッパ祖語の起源であり、ここから紀元前5000年までにギリシャ語派やアルメニア語派が分かれ、紀元前3000年までにゲルマン語派やイタリック語派が出来たことが明らかになったと主張したことがあった。インド・ヨーロッパ語族の起源として考古学的には、紀元前4000年頃の南ロシアのクルガン文化と、紀元前7000年頃のアナトリア農耕文化の2つの説が有力視されていたが、博士は、以上の結果は時代的にはアナトリア仮説を支持するものであると考えたのである。
ただし従来ヒッタイト人の支配層の先祖は古代のいずれかの時期に黒海東岸ないし北岸方面から南下しアナトリアで非印欧語族の原住民（ハッティ人等々）を同化吸収してヒッタイト社会を形成したというのが通説である。このうち政治的に決定的なものは紀元前2000年ごろアナトリアに移動してきた集団とされたが、北方からアナトリアへの文化の移動の波はこの集団のみによるものとは確定していない。さらにヒッタイトが古い時代から一貫してアナトリアにいたという証拠はない。すなわち、仮に紀元前6700年ごろアナトリア語派の集団（ないしインド・ヒッタイト祖語のうち、後にアナトリア祖語を形成した集団）が他のインド・ヨーロッパ祖語の集団（ないしインド・ヒッタイト祖語のうち、後にインド・ヨーロッパ祖語を形成した集団）と分かれたとしても、後にヒッタイト支配層に発展することになる集団群のほうがコーカサス北麓からアナトリアへ向かって次々と移動していったという可能性は、インド・ヒッタイト祖語仮説やグレー博士の研究によっても否定することはできないことを見逃してはならない。

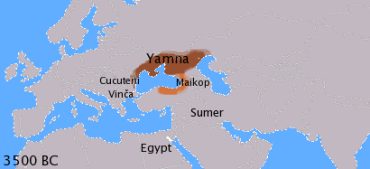
マイコープ文化（Maikop）とヤムナ文化（Yamna）の位置関係（紀元前3500年ごろ）

後にヒッタイト支配層となる集団のほうがコーカサス北麓の「原郷」から南下していったシナリオでは、紀元前6700年という古い時代にコーカサス北麓ないし黒海北岸の原郷からアナトリアへ向かっての一定距離の移動をしたのち、他のインド・ヨーロッパ祖語の集団（ないしインド・ヒッタイト祖語の原郷集団）がコーカサス北麓のどこかで後の時代にクルガンを作る風習（サマラ文化とドニエプル・ドネツ文化。ただしサマラ文化やドニエプル・ドネツ文化、そしてクヴァリンスク文化およびスレドニ・ストグ文化自体が印欧語族の文化であるとは限らないが、この流れを受けたと考えられているクルガン文化であるヤムナ文化は印欧語族の文化であると推定されている。）を始め、これを発展させてインド・ヨーロッパ祖語の社会文化の基盤を形成し、その後この社会文化が周囲に伝播することで複数のクルガン文化群が形成されていった可能性と全く矛盾しない。これは紀元前3700-2500年ごろ黒海東岸から南岸にかけて広く存在したマイコープ文化（のちにアナトリア語派の諸国の支配層となっていった集団の文化と考えられる）の初期および同時代の黒海北岸のヤムナ文化（印欧語族の原郷の文化と考えられる）に共通するクルガンの風習によって裏付けられる。

### 分化後の文法の単純化
ヒッタイト語が分化した後にハッティ人などといった非インド・ヨーロッパ言語の原住民を同化吸収する過程で、意思疎通の必要性の増大により「文法の単純化」が起こったと考えられている。例えば、他の言語と異なり、指小形をはじめとした幼児的表現を日常的に多用するポーランド語やチェコ語など一部のスラヴ語派の言語同様、親族名称に幼児語的なものが多いことから、ヒッタイト侵入の草創期における社会の急激な変動が示唆されている。これは古い言語ほど文法が複雑であるという、すでに広く定着している仮説に則っている。単純化の現象はトカラ語でも見られる。これによればサンスクリット、リトアニア語、ポーランド語、チェコ語などは文法上、他の言語よりも印欧語の古層を保存していると考えられる。
反対に、古い言語ほど文法が単純であるという仮説を採る人々は、ヒッタイト語やトカラ語の文法の単純さこそが印欧語の古層を保存していて、その後その他の言語に変化が生じたとする説を採る。